# Brillia dendrophila
Brillia dendrophila är en tvåvingeart som beskrevs av Zvereva 1950. Brillia dendrophila ingår i släktet Brillia och familjen fjädermyggor. Inga underarter finns listade i Catalogue of Life.